# رضا کرم‌رضایی
رضا کرم‌رضایی (زادهٔ ۱۵ مهر ۱۳۱۶ – درگذشتهٔ ۱۴ فروردین ۱۳۸۹) بازیگر، نمایشنامه‌نویس و کارگردان و مترجم ایرانی بود.

## زندگی
رضا کرم‌رضایی در سال ۱۳۱۶ در سنقرآباد در شهرستان هرسین واقع در استان کرمانشاه زاده شد.
فعالیت‌های او به ترتیب سال عبارت بودند از:
- ۱۳۳۳ تا ۱۳۳۵ به عنوان بازیگر، در جامعهٔ باربد و تئاتر ملی بود.
- ۱۳۳۵ تا ۱۳۳۸ تحصیل در هنرستان هنرپیشگی تهران را ادامه داد.
- ۱۳۳۹ تا ۱۳۴۶ تحصیل در انستیوی تئاتر و سینما و تلویزیون.

در همین سال‌ها به دانشگاه مونیخ، در آلمان راه یافت.
- ۱۳۴۷ تا ۱۳۶۷ در ادارهٔ برنامه‌های نمایشی به عنوان بازیگر و کارگردان استخدام شد.

وی نیم قرن به‌طور مستمر در تئاتر و تلویزیون و سینما و در زمینه‌های مختلف بازیگری، کارگردانی، نویسندگی و ترجمهٔ ادبیات نمایشی فعالیت داشت و فارغ‌التحصیل کالج تئاتر و فیلم در آلمان غربی بود.

## درگذشت
رضا کرم‌رضایی صبح روز ۱۴ فروردین ۱۳۸۹ بر اثر ایست قلبی در بیمارستان مهر تهران، در سن ۷۲ سالگی چشم از جهان فروبست.

## فیلم‌شناسی

### سینما
- ملودی (۱۳۸۶)
- سالاد فصل (۱۳۸۳)
- فصل پنجم (۱۳۷۵)
- آقای شانس (۱۳۷۳)
- در کمال خونسردی (۱۳۷۳)
- دیوانه‌وار (۱۳۷۳)
- نیش (۱۳۷۳)
- سهراب تا سهراب (قطب مخوف) (۱۳۷۲)
- رابطهٔ پنهانی (۱۳۷۱)
- از بلور خون (۱۳۷۱)
- نرگس (۱۳۷۰)
- آواز تهران (۱۳۷۰)
- ایلیا، نقاش جوان (۱۳۷۰)
- دندان طلا (۱۳۷۰)
- رانده‌شده (۱۳۶۸)
- آخرین لحظه (۱۳۶۷)
- شاخه‌های بید (۱۳۶۷)
- گرفتار (۱۳۶۶)
- محکومین (۱۳۶۶)
- طغیان (۱۳۶۴)
- جنجال بزرگ (۱۳۶۳)
- بنفشه‌زار (۱۳۶۲)
- زخمه (۱۳۶۲)
- قرنطینه (۱۳۶۱)
- اعدامی (۱۳۵۹)
- مشت مرد (۱۳۵۷)
- عبور از مرز شب (۱۳۵۷)
- جمعه (۱۳۵۶)
- در شهر خبری نیست (۱۳۵۶)
- هم‌کلاس (۱۳۵۶)
- پسرک (۱۳۵۵)
- رابطهٔ جوانی (۱۳۵۵)
- میهمان (۱۳۵۵)
- ماه عسل (۱۳۵۵)
- بابا خالدار (۱۳۵۴)(۱۳۵۵)
- کندو (۱۳۵۴)
- نازنین (۱۳۵۴)
- همسفر (۱۳۵۴)
- غبارنشین‌ها (۱۳۵۳)
- علی کنکوری (۱۳۵۲)
- حسن سیاه (۱۳۵۱)
- خواستگار (۱۳۵۱)
- تولدت مبارک (۱۳۵۱)
- محلل (۱۳۵۰)
- تجاوز (۱۳۴۹)

ماه عسل ۱۳۵۵

### تلویزیون
| سال       | نام                          | سمت                        | کارگردان                            | توضیحات |
| --------- | ---------------------------- | -------------------------- | ----------------------------------- | --- |
| ۱۳۸۲      | معصومیت ازدست‌رفته            | بازیگر                     | داوود میرباقری                      | |
| ۱۳۸۰      | کارآگاه شمسی و دستیارش مادام | بازیگر                     | مرضیه برومند                        | بازی در اپیزود «عشق پیری» |
| ۱۳۸۰      | رستوران خانوادگی             | بازیگر مهمان               | حسین سهیلی‌زاده                      | بازی در اپیزود «رؤیا» |
| ۱۳۷۹      | مسافر ری                     | بازیگر                     | داوود میرباقری                      | |
| ۱۳۷۹      | داستان یک شهر - سری دوم      | بازیگر                     | اصغر فرهادی                         | شبکه تهران |
| ؟         | مجموعهٔ تلویزیونی تئاتر ملل   | بازیگر                     | محمد رحمانیان                       | اواخر دهه هفتاد پخش می‌شد. |
| ۱۳۷۷–۱۳۷۶ | پسران عاقل                   | بازیگر مهمان               | فریدون حسن‌پور                       | برنامه کودک و نوجوان شبکه ۲ |
| ۱۳۷۶      | تله‌تئاتر «قطار ارواح»        | کارگردان هنری              | رضا کرم‌رضایی                        | شبکه ۲ / کارگردان تلویزیونی: قاسم شاکری |
| ۱۳۷۶–۱۳۷۵ | تهران ۱۱–۵۹۵ ج ۴۸            | بازیگر                     | مرضیه برومند                        | بازی در اپیزود «صاحبخانه» |
| ۱۳۷۵      | دلیران خلیج فارس             | بازیگر                     | مرتضی جعفری                         | شبکه ۱ |
| ۱۳۷۵      | فروشگاه                      | بازیگر                     | احمد بهبهانی                        | شبکه ۳ |
| ۱۳۷۵      | ببخشید                       | بازیگر، نویسنده و کارگردان | رضا کرم‌رضایی                        | |
| ۱۳۷۵      | تله‌تئاتر «توراندخت»          | نویسنده، کارگردان          | رضا کرم‌رضایی                        | |
| ۱۳۷۴      | نابغه‌های قرن بیستم           | بازیگر                     | حسین محب‌اهری                        | شبکه ۳ |
| ۱۳۷۴      | بی‌بی‌یون                      | بازیگر                     | حسین پناهی                          | شبکه ۱ |
| ۱۳۷۰–۱۳۷۴ | این خانه دور است             | بازیگر                     | بیژن بیرنگ مسعود رسام               | |
| ۱۳۷۳      | حکایتی و حکمتی               | بازیگر                     | مجتبی یاسینی                        | کارگردان تلویزیونی: «بهنام رادمرد» |
| ۱۳۷۲      | ضرب‌المثل‌ها                   | بازیگر                     | شاپور قریب                          | برنامه کودک و نوجوان شبکه ۲ |
| ۱۳۷۲      | تله‌تئاتر «فیزیک‌دان‌ها»        | بازیگر                     | رضا کرم‌رضایی                        | شبکه ۲ نویسنده: فریدریش دورنمات |
| ۱۳۷۲      | سرزمین من و نقابداران        | بازیگر                     | مرتضی جعفری                         | شبکه ۱ |
| ۱۳۷۲      | تاریخ روابط ایران و انگلیس   | بازیگر                     | مرتضی جعفری                         | شبکه ۱ |
| ۱۳۷۱      | یک سؤال و چند جواب           | بازیگر                     | حسین فردرو                          | آیتمهای نمایشی با مضمون مسائل آموزشی خانواده‌ها که از شبکه ۲ پخش می‌شد.                                                                                            |
| ۱۳۷۰      | شما بگوئید چه کنم؟           | بازیگر                     | حسین فردرو                          | آیتمهای نمایشی با مضمون مسائل آموزشی خانواده‌ها که از شبکه ۲ پخش می‌شد.                                                                                            |
| ۱۳۷۰      | امام علی                     | بازیگر                     | داود میرباقری                       | |
| ۱۳۷۰      | فراموشخانه (فراماسونری)      | بازیگر                     | عبدالرضا نواب‌صفوی                   | شبکه ۱ |
| ۱۳۷۰      | قصه‌های زندگی                 | بازیگر                     | رضا کرم‌رضایی                        | |
| ۱۳۶۹–۱۳۷۰ | آذرستان                      | بازیگر                     | امیرهوشنگ دانایی                    | |
| ۱۳۶۶–۱۳۶۸ | با سلسله حکمت                | بازیگر                     | اکبر خواجویی سیروس مقدم مرتضی جعفری | شبکه ۱ |
| ۱۳۶۵      | تله‌تئاتر «مستأجر جدید»       | کارگردان هنری مترجم        | رضا کرم‌رضایی                        | نویسنده: اوژن یونسکو کارگردان تلویزیونی: شیرین جاهد |
| ؟         | تله‌تئاتر «نوانخانه‌ای‌ها»      | بازیگر                     | احمد آسوده                          | نویسنده: لیدی آگوستا گریگوری این تئاتر تلویزیونی در دهه شصت اجرا شد و داستان آن دربارهٔ دو پیرمرد است که در یک آسایشگاهِ سالمندان، خاطرات گذشته‌شان را مرور می‌کنند. |
| ۱۳۶۳      | تله‌تئاتر «کلبهٔ والدین»       | کارگردان هنری              | رضا کرم‌رضایی                        | برای نخستین بار در سال ۱۳۵۴ در تلویزیون اجرا شده بود. |
| ۱۳۶۳      | سربداران                     | بازیگر مهمان               | محمدعلی نجفی                        | |
| ۱۳۶۳–۱۳۶۲ | نوروزنامه                    | بازیگر                     | مهوش جزایری                         | در نوروز ۱۳۶۳ از شبکه ۱ پخش شد. |
| ۱۳۶۲      | طبل توخالی                   | بازیگر                     | احمد نجیب‌زاده                       | در دهه فجر ۱۳۶۲ از شبکه ۱ پخش شد. |
| ۱۳۵۶      | دمی با ملا و عبید            | بازیگر                     | سعید نادری                          | در نوروز سال ۱۳۵۷ پخش شد. |
| ۱۳۵۶      | طلاق                         | بازیگر                     | مسعود اسداللهی                      | |
| ۱۳۵۵      | تله‌تئاتر «قیمت آهن چنده؟»    | بازیگر و کارگردان          | رضا کرم‌رضایی                        | شبکه ۱ |
| ۱۳۵۵      | تله‌تئاتر «دانسن»             | بازیگر و کارگردان          | رضا کرم‌رضایی                        | شبکه ۱ |
| ۱۳۵۴      | تله‌تئاتر «کلبهٔ والدین»       | کارگردان هنری              | رضا کرم‌رضایی                        | فرزانه تأئیدی و اکبر زنجان‌پور در این نمایش تلویزیونی بازی کرده بودند.                                                                                            |

### تالیفات
- عیار و دو فیلم‌نامهٔ دیگر، تهران: نشر قطره، ۱۳۸۹.
- همه دوستان من: زندگی رضا کرم‌رضایی و خاطراتش از نقش‌آفرینان خاطره‌انگیز، تهران: ققنوس، ۱۳۸۷.
- مجموعه آثار نمایشی کرم رضایی: ده نمایشنامه، تهران: نشر قطره، ۱۳۸۸.

### ترجمه‌ها
- ب‍رش‍ت، ب‍رت‍ول‍ت، ارب‍اب ی‍ون‍ی‍ت‍لا و ن‍وک‍رش م‍ات‍ی، ت‍ه‍ران، بی نا، بی تا.
- ب‍رش‍ت، ب‍رت‍ول‍ت، ت‍وران‍دخ‍ت ی‍ا ک‍ن‍گ‍ره پ‍اک ش‍وران (گ‍ن‍اه‌ش‍وران)؛ ت‍ه‍ران، بی نا، بی تا.
- ب‍رش‍ت، ب‍رت‍ول‍ت، دان‍س‍ن و ق‍ی‍م‍ت آه‍ن چ‍ن‍ده؟؛ تهران: سپیده، ۱۳۵۵.
- ب‍رش‍ت، ب‍رت‍ول‍ت، ج‍رق‍ه‌ای در ظل‍م‍ت و ه‍ورات‍ی‌ه‍ا و ک‍وری‍ات‍ی‌ه‍ا: (دو ن‍م‍ای‍ش‌ن‍ام‍ه ت‍ک‌پ‍رده‌ای)؛ اص‍ف‍ه‍ان: ن‍ش‍ر ف‍ردا، ۱۳۸۰.
- ب‍رش‍ت، ب‍رت‍ول‍ت، ه‍ورات‍ی‌ه‍ا و ک‍ورات‍ی‌ه‍ا، روش‍ن‍ائ‍ی در ت‍ن‍ب‍ری‍س؛ ت‍ه‍ران.
- آل‍ب‍ی، ادوارد، روی‍ای آم‍ری‍ک‍ائ‍ی، ن‍م‍ای‍ش در ی‍ک پ‍رده؛ اص‍ف‍ه‍ان: ف‍ردا، ۱۳۸۰.
- کروتس، فرانتس کساور، ش‍خ‍ص س‍وم (... اطری‍ش ع‍ل‍ی‍ا): ن‍م‍ای‍ش‍ن‍ام‍ه‌ای م‍ردم‍ی در س‍ه پ‍رده؛ ت‍ه‍ران: ققنوس، ۱۳۵۶.
- کروتس، فرانتس کساور، کلبهٔ والدین «کاشانه» نمایشنامه‌ای مردمی در سه پرده؛ تهران: ققنوس، ۱۳۵۶.
- دورن‍م‍ات، ف‍ری‍دری‍ش، فیزیکدان‌ها؛ ت‍ه‍ران: اب‍ت‍ک‍ار، ۱۳۶۳.
- ی‍ون‍س‍ک‍و، اوژن، ت‍ش‍ن‍گ‍ی و گ‍ش‍ن‍گ‍ی، ن‍م‍ای‍ش‍ن‍ام‍ه در س‍ه‍. ق‍س‍م‍ت؛ ت‍ه‍ران: روز، ۱۳۴۷.
- ی‍ون‍س‍ک‍و، اوژن، م‍س‍ت‍اج‍ر ج‍دی‍د: ن‍م‍ای‍ش در ی‍ک پ‍رده؛ اص‍ف‍ه‍ان: ن‍ش‍ر ف‍ردا، ۱۳۸۰.
- یونسکو، اوژن، مستأجر جدید/ اوژن‌یونسکو، ادوارد آلبی؛ تهران: جوانه، ۱۳۵۰.